# 류만수 (고려)
류만수(柳曼殊, ? ~ 1398년)는 고려 말과 조선 초기의 무신이다. 본관은 문화(文化)이고 자는 득휴(得休)이다.

## 생애
고려사 세가 및 류만수 열전, 고려사절요 연대기, 조선왕조실록 연대기 및 류만수 졸기에 의하면 류만수는 고려 공민왕 시기에 보마배행수(寶馬陪行首)에 임명되고, 1363년 장군(將軍)에 올랐으며 여러 무관직을 거쳐 전법판서(典法判書)가 되었다. 우왕 초 밀직부사(密直副使)에 올랐다.
1377년(우왕 3) 왜구가 쳐들어오자 이성계, 임견미, 변안렬 등과 함께 조전원수(助戰元帥)가 되어 황해도 각지에 침입한 왜구를 물리쳤다.
1378년 12월 동북면으로 파견되어 호구(戶口)를 점검 계산했으며 1383년(우왕 9) 2월 경상도원수(慶尙道元帥) 겸 합포도순문사(合浦都巡問使)에 임명되었다. 당시 해도부원수(海道副元帥) 정지 장군과 함께 남해 관음포(觀音浦)에서 왜적을 무찔렀다.
1388년(우왕 14) 이성계를 따라 위화도(威化島)에서 회군하여 개경의 숭인문(崇仁門) 방어전에서 최영(崔瑩)에게 패퇴하였다. 그러나 이성계가 권력을 잡자 지문하부사(知門下府事)로 승진하였다. 1389년(창왕 1) 절제사(節制使)가 되어 이방과(李芳果 ; 후일의 조선 2대 정종 임금)와 함께 해주(海州)에 침입한 왜구를 격퇴하여 궁시(弓矢)를 하사받았다. 이어 문하평리상의(門下評理商議) 겸 응양군상호군(鷹揚軍上護軍)이 되었으며, 문하찬성사(門下贊成事)에 이르렀다.
1392년 조선이 건국되자 개국원종공신(開國原從功臣)에 더하여 판개성부사(判開城府事)가 되었고, 1393년(태조 2) 회군공신 1등에 추록(追錄)되면서 문하시랑찬성사(門下侍郞贊成事)에 이르렀다.
1398년 제1차 왕자의 난 때 이방석 편에 섰다고 하여 이방원에게 살해당했다.

## 가족 관계
- 문화 류씨 가문의 시조인 고려 통합삼한익찬벽상공신 대승(高麗 統合三韓翊贊壁上功臣 大丞) 류차달(柳車達)-2세 류효금(柳孝金 ; 좌윤 左尹)-3세 류금환(柳金奐 ; 대장군중윤 大將軍中尹)-4세 류노일(柳盧一 ; 檢校大將軍 行散員)-5세 류보춘(柳寶春 ; 檢校少府少監)-6세 류총(柳寵 ; 검교소부소감 檢校少府少監)-7세 류공권(柳公權)

- 6대조 : 정당문학 참지정사 판상서예부사(政堂文學 參知政事 判尙書禮部事) 문간공(文簡公) 류공권(柳公權 : 1132-1196)
- 5대조 : 상서우복야 한림학사승지(尙書右僕射 翰林學士承旨) 류택(柳澤 ; 류경의 아버지) - 문화류씨 8세손
- 고조할아버지 : 추성위사공신 광정대부 첨의중찬 수문전대학사 감수국사 상장군 판전리사사 세자사(推誠衛社功臣 匡靖大夫 僉議中贊 修文殿大學士 監修國史 上將軍 判典理司事 世子師) 문정공(文正公) 류경(柳璥 ; 1211-1289) - 9세손
- 증조할아버지 : 도첨의참리 상장군(都僉議參理 上將軍) 정신공(貞愼公) 류승(柳陞 ; 1248-1298) - 10세손
- 할아버지 : 광정대부 도첨의찬성사 예문관대제학 지춘추관사 상호군 판판도사사(匡靖大夫 都僉議贊成事 藝文館大提學 知春秋館事 上護軍 判版圖司事) 장경공(章景公) 류돈(柳墩 ; 1274-1349) - 11세손
- 아버지 : 밀직사좌부대언 판사복시사(密直司左副代言 判司僕寺事) 류총(柳總) - 12세손
- 장남 : 상의중추원사(商議中椎院事) 류원지(柳原之) (?-1398) - 14세손 
  - 손자 : 류함(柳浛)
  - 손자 : 한성부 판관 류종(柳淙) ; 류원지의 아들
    - 증손자 : 세마 류사공(柳思恭) ; 류종의 아들
      - 현손자 : 문희공(文僖公) 영의정  류순(柳洵 ; 1441-1517) ; 류사공의 아들
- 차남 : 동지중추원사(同知中樞院事) 류은지(柳殷之) (1369-1441)
  - 손자 : 류사(柳泗)
  - 손자 : 류강(柳江)
  - 손자 : 류강(柳洙)
- 차남 : 유연지(柳衍之)

## 류만수가 등장한 작품

### 드라마
- 《용의 눈물》(KBS, 1996년~1998년, 배우:김윤형)
- 《정도전》(KBS 1TV, 2014년~2014년, 전진기)